# Аллея в Арле
«Аллея в Арле» — картина нидерландского художника Винсента ван Гога, созданная в мае 1888 года. На ней изображён насыщенный цветами пейзаж в окрестностях провансальского города Арль. Картина находится в коллекции Померанского государственного музея в Грайфсвальде.

## Описание
На картине изображён пейзаж в окрестностях Арля. С левой стороны просека ведет вдаль по диагонали к линии горизонта, которая проходит чуть ниже центра картины. С обеих сторон дорогу окаймляют деревья с густой листвой. Справа от ряда деревьев на среднем расстоянии виден двухэтажный дом. Слева за рядом деревьев можно различить ещё несколько домов. Справа от дома находится луг, за которым горизонт окаймляет густая древесная растительность. Над ним возвышается небо. На переднем плане доминирует сухой ров, который занимает всю ширину картины по нижнему краю и сужается по диагонали влево до начала ряда деревьев справа. Канава похожа на тропинку, ведущую к аллее. На переходе от края канавы к лугу многочисленные цветы обозначены цветными мазками. Живая манера живописи, характерная для Ван Гога, также хорошо показывает длинные, изогнутые параллельные цветные мазки в районе канавы. Дальнейшие короткие цветные мазки указывают на травы в канаве, вихревое нанесение краски видно на небе, а мазки краски — на верхушках деревьев. Яркие цвета картины поражают воображение, в них преобладают оттенки синего, жёлтого и зелёного. Дома, проселочная дорога и канава — яркие оттенки желтого, растительность на левом краю канавы, луг и деревья — насыщенного зелёного цвета, небо — лазурно-голубое, стволы деревьев на аллее — светло-голубые. Тёмно-синяя полоса на лугу указывает на тени, отбрасываемые рядом деревьев. В окнах и ставнях дома также присутствуют синие и зелёные тона, в канаве — фиолетовые мазки, в верхушках деревьев — охристые тона, а в цветах на лугу — смесь красок. Картина не подписана и не датирована.

## Пейзажи Ван Гога из Арля

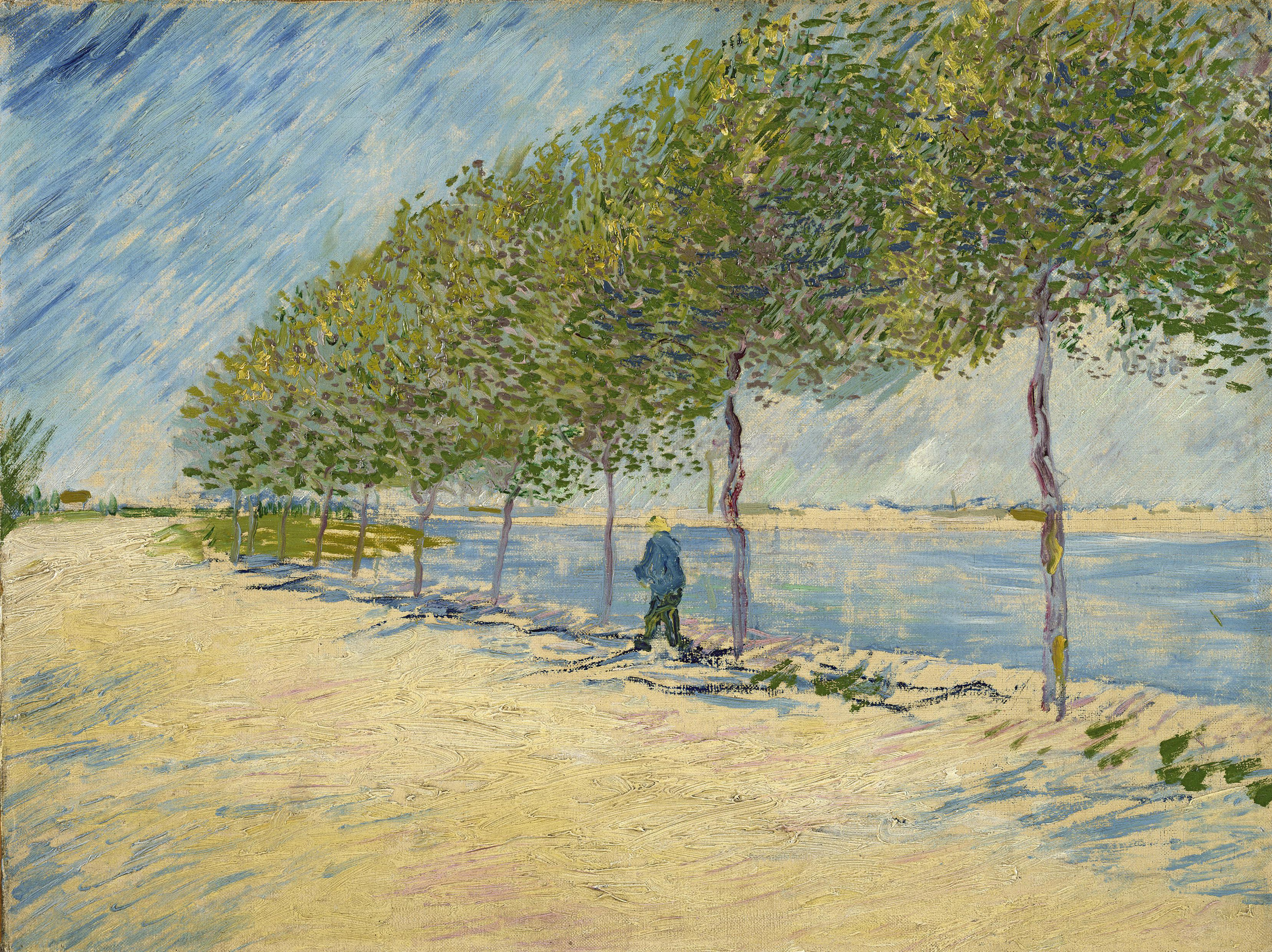
Винсент Ван Гог «Проспект у реки в Асньересе», лето 1887 года, Музей Ван Гога, Амстердам

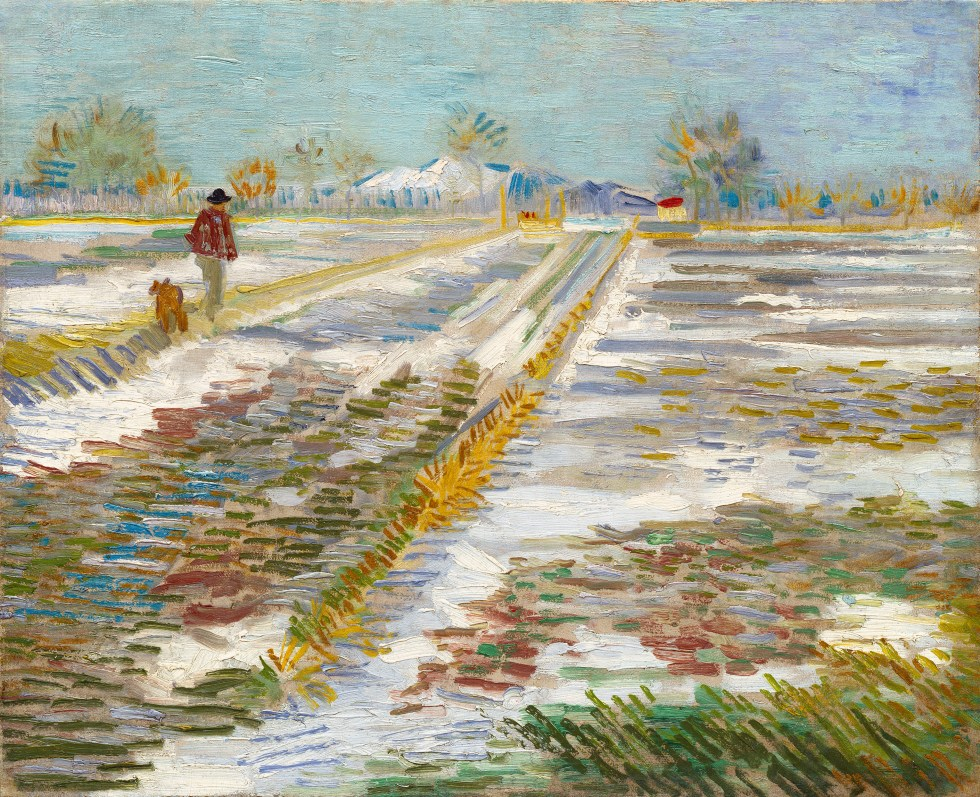
Винсент Ван Гог «Пригородный пейзаж», февраль 1888 года, Музей Соломона Р. Гуггенхайма, Нью-Йорк

Ван Гог приехал в Арль из Парижа в феврале 1888 года, чтобы найти новое вдохновение для творчества в тёплом свете юга. Однако новое место жительства поначалу встретило его прохладно, так что первые сюжеты из Арля содержат заснеженные пейзажи. Примером тому может служить картина «Пригородный пейзаж», в которой уже присутствует элемент тропинки, ведущей по диагонали, и фермерский дом вдали. Однако мотив ряда деревьев и тропинки, изгибающейся к горизонту, встречается и в парижский период творчества Ван Гога, о чём свидетельствует картина «Авеню у реки в Асньересе», написанная летом 1887 года. В апреле 1888 года Ван Гог в основном писал картины с цветущими деревьями. На картине «Луг близ Арля» он демонстрирует ещё один весенний мотив. Здесь это ивы и их свежие побеги, стоящие на обочине дороги. На заднем плане картины также виден дом. В мае 1888 года Ван Гог создал мотив, схожий с мотивом картины «Проспект близ Арля», в картине «Ферма с полями». Художник просто передвинул свой мольберт на несколько метров, так что та же самая аллея теперь появляется на правом краю картины. Местоположение художника можно определить и по мотиву. Здание, изображённое на картине, находилось к северо-востоку от Арля на авеню Монмажур.

## Провенанс
Винсент Ван Гог отправил картину, написанную им в мае 1888 года, своему брату Тео в Париж 17 августа 1888 года вместе с партией других картин. После смерти Винсента Ван Гога в июле 1890 года картину унаследовал Тео Ван Гог. Однако он умер всего через несколько месяцев, в январе 1891 года, и картина перешла к его жене Йоханне. Она продала работу в апреле 1906 года Амеде Шуффенекеру из Мёдона, брату художника Эмиля Шуффенекера. В 1910 году галерея «Модерн» в Мюнхене, которой руководил Генрих Таннхаузер, выставила картину на продажу, а новый Городской музей в Щецине, директор-основатель которого Вальтер Рицлер был особенно привержен современному искусству, приобрел её за 10 800 марок. Наряду с музеями во Франкфурте-на-Майне, Кельне и Мангейме, музей в Щецине стал одним из первых публичных собраний в Германии, приобретших работу Ван Гога. Консервативные круги в Щецине критиковали покупку и обвиняли Рицлера в растрате денег налогоплательщиков. После презентации его приобретений в 1913 году на открытии нового здания музея, полемика вокруг щецинского музея получила развитие в местной прессе. В письме протеста отвергалось «такое извращённое искусство» и утверждалось, что «весь Щецин стоит, покачивая головой, перед этими нелепыми извращениями».
После того как Рицлер был отправлен в отставку национал-социалистическим городским правительством в 1934 году, в музейной коллекции Щецина также происходили культурно-политические интервенции. В рамках кампании «Дегенеративное искусство» 5 августа 1937 года из городского музея было конфисковано множество произведений искусства, в том числе «Аллея в Арле» Ван Гога. Хотя большинство этих работ было позднее перевезено в Берлин, картины Ван Гога были возвращены в музей два дня спустя. В конце Второй мировой войны 21 апреля 1945 года 200 картин были перевезены поездом из музея Штеттина в Кобург. Там эти картины, включая картину Ван Гога из Арля, с 1962 года выставляются в Кобургской крепости. После создания Померанского фонда, нового владельца имущества Щецинского музея, в 1966 году начались переговоры о местонахождении коллекции, которая в 1970 году оказалась в здании Ранцау в Кильском замке. После объединения Германии коллекция была перевезена в 1999 году в Померанский государственный музей в Грайфсвальде, где картина Ван Гога значится под инвентарным номером B 14/17513.